# Eric Bocat
Eric Bocat (16 juli 1999) is een Frans voetballer die sinds 2024 uitkomt voor de Engelse club Stoke City.

## Carrière
In augustus 2020 leende Lille OSC hem uit aan de Belgische eersteklasser Royal Excel Moeskroen, die sinds dat jaar weer een dochterclub van de Franse club was geworden.  Tussen 2022 en 2024 speelde hij voor de Belgische club STVV. Sinds juli 2024 staat hij onder contract bij Stoke City. 
1 Delavalée ·
2 Duplus ·
4 Gueye ·
6 Dekuyper ·
7 Tainmont ·
8 Bourdouxhe ·
9 Postolachi ·
10 Bakić ·
11 Mohamed ·
14 Faraj ·
15 Lepoint  ·
16 Mayoka-Tika ·
17 Dione ·
19 Vroman ·
20 Lucas ·
21 Gillekens ·
22 Bocat ·
24 Henry ·
25 Diandy ·
26 Silvestre ·
28 Angiulli ·
29 Badibanga ·
30 Carcela ·
32 Gnohéré ·
35 Mandanda ·
40 Simba ·
70 Tabekou ·
Myny ·
Giunta ·
Coach: Jeunechamps